# Hossam El-Badry
Hossam Mohamed El Badry (Caïro, 23 maart 1960) is een Egyptisch voetbaltrainer en voormalig voetballer.

## Voetballoopbaan
El-Badry doorliep de jeugd van Al-Ahly. Na acht jaar debuteerde hij voor de Egyptische club. Hij kwam tussen 1978 en 1987 als middenvelder uit voor de club. Hij speelde tussen 1980 en 1985 achttien wedstrijden voor de nationale ploeg van Egypte.

## Bestuurs- en trainersloopbaan
El-Badry was technisch directeur bij Al-Ahly, waarvan hij tevens drie periodes hoofdtrainer was. Hij trainde ook het Soedanese Al-Merreikh, het Egyptische ENPPI, het Libische Al-Ahly Sports Club en Egypte onder 23. In september 2019 werd hij aangesteld als bondscoach van Egypte.

## Prijzen
Als speler
 Al-Ahly
- Premier League: 1978/79, 1979/80, 1980/81, 1981/82, 1984/85, 1985/86, 1986/87
- Beker van Egypte: 1980/81, 1982/83, 1983/84, 1984/85
- CAF Champions League: 1982, 1987
- African Cup Winners' Cup: 1983/84, 1984/85, 1985/86

Als trainer
 Al-Ahly
- Premier League: 2009/10, 2016/17, 2017/18
- Beker van Egypte: 2016/17
- Egyptische Supercup: 2010, 2012, 2018
- CAF Champions League: 2012
- CAF Super Cup: 2013

 Al-Merrikh
- Premier League: 2011